# 魔女が笑う夜
『魔女が笑う夜』（まじょがわらうよる、原題：Night at the Mocking Widow）は、アメリカ合衆国の推理作家、カーター・ディクスン（ジョン・ディクスン・カー）が著した長編推理小説（三人称小説）。
別題は『わらう後家』。

## 概要
イギリスの辺鄙な村に起きた、謎の殺人事件と密室からの怪異な人間消失事件を描く。作者のシリーズ探偵ヘンリー・メリヴェール卿（H・M）が登場する第20番目の長編作品。
本国での原書は1950年刊行。日本語訳は、最初に1958年に早川書房のハヤカワ・ポケット・ミステリ（世界探偵小説全集）にて『わらう後家』の題名で刊行（宮西豊逸訳）。のちに1982年に同社のハヤカワ・ミステリ文庫にて、標題の書名の改訳版が刊行された（斎藤数衛訳）。

## あらすじ
英国のサマセット州はストーク・ドルイドの村にてある日、村の若い未亡人ステラが、悪意に満ちた中傷の手紙を受け取った。差出人は謎の「後家」なる人物。その事件を皮切りに、村には続々と同様の中傷文が送られてくる。
やがて「後家」はさらなる怪事を予告。ある夜「後家」はその予告どおり、村の若い娘ジョーンの寝室に不気味な魔女のような姿を浮かび上がらせたのち、閉ざされた部屋から忽然と消えた。さらにこの騒動は、殺人事件にまで発展する。
村に招かれていた名探偵「H・M」ことヘンリー・メリヴェール卿は、謎の怪人「後家」に挑むが…。

## 登場人物
和名表記は『魔女が笑う夜』版に準拠

### ストーク・ドルイド村の住人たち
ジェームズ・キャドマン・ハンター
牧師。38歳。20代終盤になってオクスフォードに入学し、神学校に入った良家の息子。
ジョーンと肉体関係があるとの怪文書を受け取る。「後家」の事件に頭を悩まし、彼なりに行動をとろうとする。
友人の弁護士キット・ファレルから、H・Mの担当した『青銅ランプの呪』事件のことも聞いていた。
ジョージ・ベイリー大佐
ごま塩髭の退役軍人。近くドイツとの戦争があると予見し、H・M相手に強固な国防策の必要を主張する。カレー料理を好む。
ジョーン・ベイリー
大佐の姪。快活で明るく強気な美人で、ゴードンと愛し合っている。ジェームズとは友人関係にある。
新聞で読んでH・Mが活躍した『五つの箱の死』事件のことも知っていた。
ゴードン・ウェスト
若い作家。38歳。売れっ子で、特にラジオドラマの脚本でひと財産を成した。腕っ節が強い。
ジョーンを深く愛しており、彼女を世界一周の旅に連れ出すための費用を稼いでいる。
トム・ワイヤット
荘園主。妻と子供を大事にしている。「後家」の正体を暴くため躍起になるジェームズの強硬なやり方に、反感を抱く。
ポピー
ワイヤット家の女中。
マリオン・タイラー
荘園の住人。42歳。好奇心が旺盛で積極的な中年の独身女性。
フレッド・コーディ
靴屋。偏屈で、上客であるベイリー大佐など、一部の村人としかまともな親交がない。
「後家」の予告を受けて、ジョーンの寝室の周囲の警護役の応援を務める。
コーデリア・マーティン
口数の少なめな、仕立て屋の女性。ある日、謎の水死を遂げる。後家の怪文書が原因で自殺した可能性も噂される。
アニー・マーティン
コーデリアの妹。
ハニウェル夫人
牧師館のハウスキーパー。
ヨハン・シラー・シュミット
ドイツ人の医者。元は悪虐なナチスだったという誹謗中傷の手紙を受け取る。
ステラ・レイシー
夫を軍事開発中の飛行機の事故で失った美貌の未亡人。34歳。
ゴードンと肉体関係があるという怪文書を受け取る。
パム・レイシー
ステラの娘。14歳。
ドゥーム
菓子屋。
セオ・ブル
肉屋。
ヴァーチュー・コンクリン
H・Mが投宿した、15世紀に建てられた伝統ある古いホテルの女主人。
ラッシュ
金物屋。
レイフ・ダンヴァーズ
斯界ではそれなりに有名な中堅の古書店主。
H・Mの知人で、彼が敬愛するジョゼフ・フーシェが著したという幻の書籍をプレゼントするという口実でH・Mを村に呼び寄せ、謎の匿名の投書事件を解明してもらおうと考える。
「後家」
正体不明の謎の怪人。タイプライターで打った怪文書を数十通以上、多くの村人に送りつける。

### 捜査陣
デーヴィッド・ガーリック
警部補。
ハンフリー・マスターズ
警部。H・Mの長年の友人で相棒格。
ヘンリー・メリヴェール卿（H・M）
英国陸軍省情報部の顔役的存在。英国の最後の准男爵。
多くの不可能犯罪を暴いてきた名探偵。

## 書籍
- 1982年 ISBN 4150704082（ハヤカワミステリ文庫版）